# Plataforma P-51
A P-51 é uma plataforma de produção de petróleo e gás natural, do tipo flutuante. Foi a primeira plataforma construída totalmente no Brasil, no estaleiro Brasfels, em Angra dos Reis, estado do Rio de Janeiro. Obra gerida pelo Governo Federal, sua construção gerou 4 mil empregos diretos e 12 mil indiretos. O investimento total na unidade foi de aproximadamente US$ 1 bilhão.
Começou a operar no dia 24/01/2009 às 21 horas, dando início à produção do poço MLS-99 do campo de Marlim Sul, na Bacia de Campos. Instalada em lâmina d'água de 1.255 metros e a 150 km da costa de Macaé, a P-51 tem capacidade para produzir até 180 mil barris de petróleo por dia.
Com 125 metros de comprimento, 110 metros de largura e 48 mil toneladas de peso total, pode acomodar até 200 pessoas.